# レッドウォーリア
レッドウォーリアは、漫画雑誌『コミックボンボン』に連載された漫画『プラモ狂四郎』に登場する架空のプラモデルである。同作の主人公｢プラモ狂四郎｣こと京田四郎のフルスクラッチモデルであり、別名「パーフェクトガンダムIII」、「レッドガンダム」。

## 概要
初登場はワールドシミュレーション大会の関東地区決勝戦、対アニメショップ・ゼロ戦。名前の通り色は真紅で、両膝部に製作者である京田四郎を表す「SK」のイニシャルが入っている。名称は、パーフェクトガンダムI・フルアーマーガンダム（パーフェクトガンダムII）に続く機体との意味である。コンセプトは軽装・高機動化。高い火力と重装甲を持つが、機動性を犠牲にしているパーフェクトガンダムI・IIとは正反対のアプローチで製作されていることが最大の特徴で、機動性を高めるために肩部には可動式のバーニアポッド、足首には強化アクチュエータが装備されている。
もともとはパーフェクトガンダムMk-IIIとして企画されていたデザインを、さらにブラッシュアップして本編に登場させたものである。「MSV」後期に発売が企画された様子もあるが、結局はシリーズそのものの終焉により日の目を見なかった。
やまと虹一によればデザインは、川口克己や高橋昌也らと共にモデラー集団「ストリームベース」を結成した小田雅弘の作例を元に作画したという。

## 武装
固定武装は、頭部のバルカン砲とバックパックに装備されたバズーカ砲（通常時はバックパックに固定されており、使用時には砲身を90度前方に回転させて右の腋の下を通すような格好で使用する）、右前腕部に内蔵されたビームサーベル。また、隠し武装として胸部ダクトに偽装された3連ミサイルランチャーを2門装備している。シールドは旧来のガンダムシールドを小型化したものを左前腕部に装着している。また、ロムとグズ鉄の操縦する支援兵器「ガンキャリアー」との合体が可能で、その運用コンセプトはGアーマーに近いものがある。

## 評価・その他
ガンダムの「口」部の意匠変更や肩部のスラスター、連載当時の定番となっていた白をベースに赤・青・黄色の塗装（通称：ガンダムトリコロール）から外れた全身真紅の塗装など、独自性のあるデザインから他と一線を画する人気を博した。
その後の「SDガンダム」の人気絶頂期、『超戦士ガンダム野郎』に幾多のバリエーションが登場したのを皮切りとして、「騎士ガンダム」や「武者ガンダム」などにも登場する。そのひとつである「武者ガンダム BB戦士」では、「No.99 赤龍頑駄無」として発売された。赤龍頑駄無の軽装タイプ（鎧兜などの武装を外した形態）が、レッドウォーリアとなっている。
Bクラブ（ポピー）からは、HGUCガンダム用の換装パーツ（改造キット）としてガレージキットが販売された。そして、2008年11月にはリアルタイプでの製品化を長年待ち望んできたファンに応える形で、「GUNDAM FIX FIGURATION(GFF)×狂四郎マニアックス」の1つとして発売された。この製品は、キャスバル専用ガンダムとのコンパチブルとなっている。
2014年放送のアニメ『ガンダムビルドファイターズトライ』において、三代目メイジン・カワグチの使用するガンプラ「ガンダムアメイジングレッドウォーリア」として、映像作品に初登場。2015年1月には1/144スケールのプラキットとして、アニメに登場する「ガンダムアメイジングレッドウォーリア」仕様が発売された。なお、キットには『狂四郎』版のみに付く膝のSKを再現するデカールが付属する。2015年8月には、マスターグレード仕様も発売された。また、SDバリエーションの1つである紅武者もレディ・カワグチの愛機「紅武者アメイジング」として同じくアニメに登場およびプラキットでの発売がされている。